# Maria do Rosário
Maria do Rosário Nunes (Veranópolis, Río Grande del Sur, 22 de noviembre de 1966) es una profesora y política brasileña, actualmente diputada federal por Río Grande del Sur, de tendencia socialista, afiliada al Partido de los Trabajadores (PT-Brasil)  y reconocida por su trabajo como defensora de los derechos humanos. Ejerció desde el 3 de abril de 2011 hasta el 1 de abril de 2014 el cargo de Ministra de la Secretaría de Derechos Humanos de la Presidencia de la República y actualmente ocupa una silla en la Cámara Federal. En 2014, fue aprobada para iniciar el curso de doctorado en Ciencias Políticas en la UFRGS.

## Biografía

### Formación
Maria del Rosário se graduó en Pedagogía en la Universidad Federal de Río Grande del Sur (UFRGS) en 1993. En 1999 se hizo especialista en Violencia Doméstica por la Universidad de São Paulo (USP). En 2009, se hizo maestra en Educación por la Universidad Federal de Río Grande del Sur (UFRGS). Actualmente, es doctora en Ciencias Políticas también en la Universidad Federal del Río Grande del Sur (UFRGS).

### Carrera política
Inició su trayectoria política en el Partido Comunista de Brasil (PCdoB), por el cual fue elegida concejala de la ciudad de Porto Alegre, para el período de 1993-1996 con 7.555 votos. Al año siguiente de la posesión, se cambió al Partido de los Trabajadores (PT), por el cual conquistó la reelección en 1996 siendo la concejala más votada con más de 20 mil votos en esa elección. Maria del Rosário no llegó a concluir su segundo mandato en la Cámara Municipal, pues en 1998 fue elegida diputada provincial con 77 mil votos, siendo la segunda persona más votada en Río Grande del Sur, en la elección de aquel año.
En 2003 asumió su primer mandato como diputada federal y, en 2006, fue reelecta. En 2002 obtuvo 143 mil votos y fue reelecta con 110 mil votos, quedando siempre entre los candidatos más votados del estado. En 2004, fue candidata a vicealcaldesa en la lista encabezada por Raul Pont. La derrota por parte de José Fogaça sacó al PT del gobierno de Porto Alegre, que se encontraba en el poder desde la victoria de Olívio Dutra en 1988.
En el PT ejerció cargos en la dirección del partido, a nivel municipal y provincial, y concursó a la presidencia nacional del partido en 2005, siendo derrotada. Fue vicepresidente nacional del PT durante la gestión 2005-2007 y miembro de la Ejecutiva Nacional (2007-2008). 
En 2008 fue la candidata del PT para la intendencia de Porto Alegre. En primera vuelta, tras estar en tercer lugar en las encuestas previas, obtuvo el segundo puesto, con 22,73% de los votos del electorado (179.587 votos), habilitándose para disputar la segunda vuelta contra José Fogaça, candidato a la reelección. En el segundo turno consiguió 327.799 votos (41,05% del total), siendo derrotada por Fogaça.
En las elecciones de 2010, fue prohibida su candidatura por parte del Tribunal Regional Electoral gaúcho para participar de una posible reelección. El TRE encontró problemas con las deudas de la campaña de 2008, cuando fue candidata al ayuntamiento de Porto Alegre. Luego de la presentación de diversos recursos, algunos dirigidos al Tribunal Superior Electoral (TSE), Maria del Rosário fue absuelta de las acusaciones y pudo participar de las elecciones. Sin embargo, la respuesta por parte del TSE, fue recién divulgada un día después de las elecciones del 3 de octubre. Durante el conteo de votos, la candidata figuraba en último lugar y sin votos. Tras la decisión del TSE, Maria del Rosário fue reeleita para un tercer mandato con poco más de 146 mil votos, siendo la sexta más votada en Río Grande del Sur. Durante las elecciones de 2010, Maria del Rosário coordinó el programa de gobierno de la entonces candidata Dilma Rousseff en las áreas de Derechos Humanos, Educación y políticas para las mujeres.

### Secretaría de Derechos Humanos
El 8 de diciembre de 2010, la presidenta electa, Dilma Rousseff, confirmó a la parlamentaria gaúcha para ocupar la cartera de la Secretaría de los Derechos Humanos de la Presidencia de la República, que tiene estatus de ministerio. Ella recibió, el día 1 de enero de 2011, en el Palacio del Planalto, el título de Ministra por parte de Dilma Rousseff.
Tomó posesión el día 3 de enero, pidiendo al Congreso la aprobación del proyecto de ley que crea la Comisión de la Verdad y prometiendo cumplir las metas del 3.er Plan Nacional de Derechos Humanos. También pidió al Congreso la aprobación de la propuesta de enmienda constitucional del trabajo esclavo, que prevé la expropiación de todas las tierras donde la práctica fuese encontrada.
Dejó la cartera el 1 de abril de 2014, siendo sustituida por la ministra Ideli Salvatti, que intercambió la Secretaría de Relaciones Institucionales para asumir la Secretaría de Derechos Humanos.

## Controversias

### Caso Bolsonaro

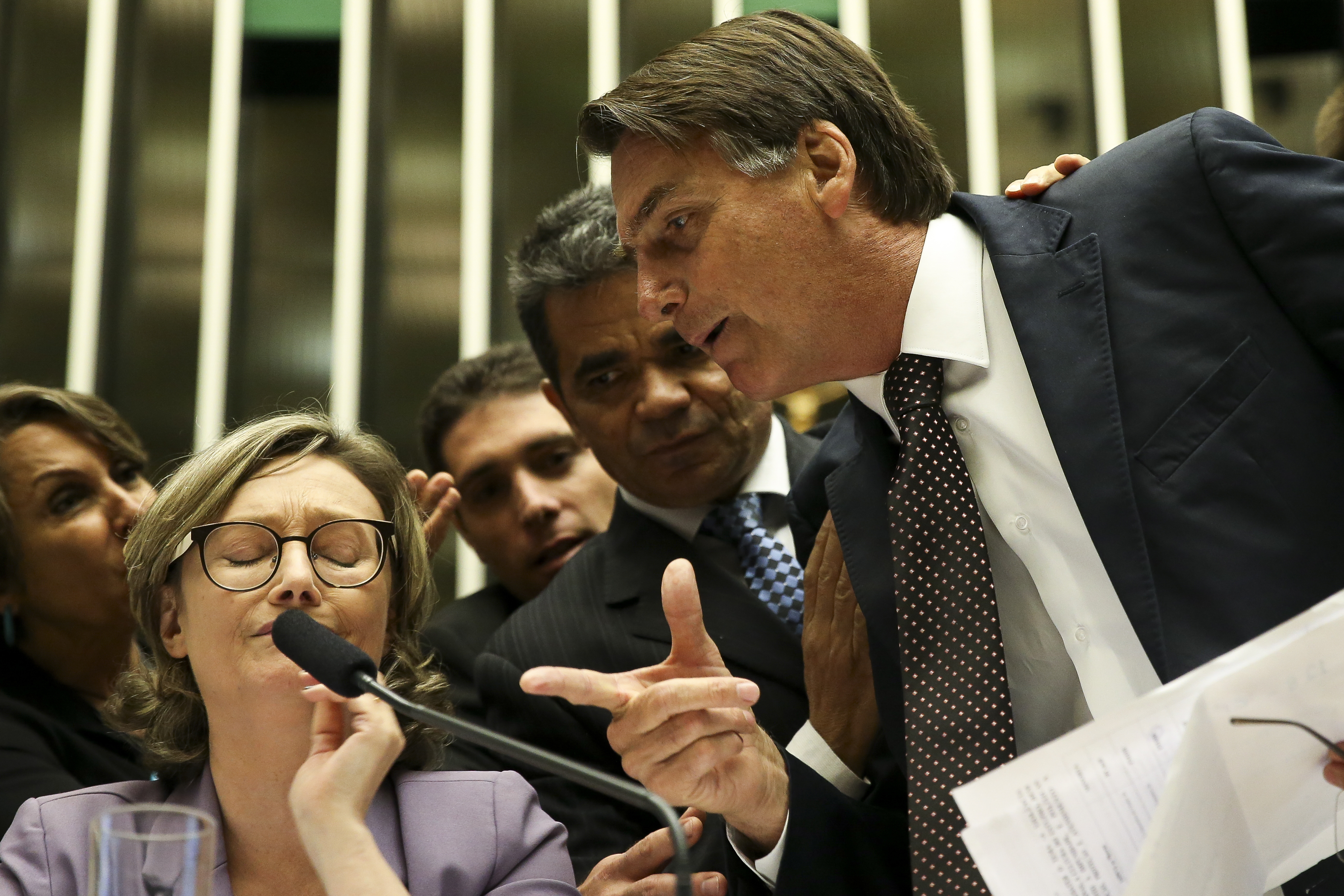
El diputado Jair Bolsonaro discute con Maria do Rosário en el plenario de la Cámara de Diputados. (Imagen: Marcelo Camargo/ABr)

El 19 de noviembre de 2003, en el Salón Verde del Congreso Nacional, Maria del Rosário y el diputado Jair Bolsonaro (PSC-RJ) concedían entrevistas sobre el caso de Liana Friedenbach y Felipe Caffé (el crimen consistió en la tortura y asesinato del joven Felipe Silva Caffé, de 19 años, y de la menor Liana Bei Friedenbach, 16 años, por cinco menores, uno de ellos identificado como Roberto Aparecido Alves Cardoso, conocido como "Champinha", además de la violación y tortura de esta última por ambos criminales). En un canal de televisión, Bolsonaro criticaba la ley de inimputabilidad por minoría de edad, ya que el acusado de los crímenes era menor de edad, mientras Maria del Rosário opinaba de manera diferente sobre el tema con los reporteros, lo que terminó en una discusión entre ambos que fue grabada por las cámaras de televisión.
La filmación muestra a Maria del Rosário declarando: "Usted es quien promueve esas prácticas violentas. Promueve, sí…". Enseguida, Bolsonaro pide: "Graba esto aquí, graba esto aquí, me está llamando de estuprador". La voz de la diputada, al fondo, afirma: "Es así sí". Jair Bolsonaro entonces dice: "Jamás te violaría, ya que usted no lo merece".
El 9 de diciembre de 2015, Maria del Rosário, defendió a los miembros de la Comisión de la Verdad en el plenario de la Cámara. En la secuencia, Bolsonaro pidió la palabra y durante su manifestación se dirigió directamente a la diputada: "No te vayas, no, Maria del Rosário, quédate aquí, quédate ahí. Hace unos pocos días, en el Salón Verde, usted me llamó de estuprador, y yo dije que te violaría porque no lo mereces. Quédate aquí para escucharme."
Debido a esa discusión Maria del Rosário abrió un proceso contra Bolsonaro por romper el decoro parlamentario, y el 21 de junio de 2016 el STF aceptó la denuncia y lo imputó acusado de incitación al crimen de violación.

### Comisión investigadora de Petrobras
El 9 de abril de 2014, la diputada federal Maria del Rosário protagonizó una discusión con el diputado federal Delegado Waldir (PSDB) en la Comisión Investigadora por el caso de Petrobras. Durante el descargo del tesorero del PT João Vaccari Neto en el Congreso, Waldir tildó a Neto como “el mayor corrupto y ladrón de la historia del país” y acusó al PT de “patrocinar la corrupción” en el Brasil. Molesta con las declaraciones, Maria del Rosário cuestionó el estado mental de Waldir.
Durante el inicio de la sesión, Waldir fue acusado por el diputado Jorge Solla (PT-BA) de sospecha de implicación con el operario de la Cámara de Diputados que soltó cinco roedores en el Plenario de la Comisión, así que Vaccari entró en el recinto. Waldir afirmó en la ocasión que procesaría al PT, a Rosário y a Solla.

### Inspecciones por la Ley Seca
En la madrugada del 11 de abril de 2015, durante una inspección durante la Operación Balada Segura, la diputada tuvo su vehículo retenido por estar sin la debida documentación. Más tarde destacó desde su cuenta de Twitter el trabajo de los inspectores y, por medio de su asesoría, complementó "Cometí el error de olvidarme la documentación. Actué como debería. Acaté la inspección y la multa porque aun siendo una simple distracción, es lo que dicta la Ley".